# هي جيفنغ
هي جيفنغ (في اللغة الصينية المبسطة: 何积丰; في اللغة الصينية التقليدية: 何積豐; في لغة بينيين: Hé Jīfēng; من مواليد أغسطس 1943) هو عالم كمبيوتر صيني. 
تخرج هي جيفنغ من قسم الرياضيات بجامعة فودان في عام 1965.  من عام 1965 إلى عام 1985، كان مدرسًا في جامعة شرق الصين للمعلمين. خلال الفترة من 1980 إلى 1981، كان أستاذًا زائرًا في جامعة ستانفورد وجامعة سان فرانسيسكو في كاليفورنيا بالولايات المتحدة.
من عام 1984 إلى عام 1998، كان هي جيفنغ زميلًا باحثًا أول في مجموعة أبحاث البرمجة في مختبر الحوسبة بجامعة أكسفورد (قسم علوم الكمبيوتر بجامعة أكسفورد حاليًا). عمل على نطاق واسع في الجوانب الشكلية لعلوم الحوسبة. على وجه الخصوص، عمل مع البروفيسور السير توني هور، حول توحيد نظريات البرمجة، مما أدى إلى كتاب بهذا الاسم.
منذ عام 1986، شغل هي جيفنغ منصب أستاذ علوم الكمبيوتر في جامعة شرق الصين للمعلمين في شنغهاي. في عام 1996، أصبح أيضًا أستاذًا لعلوم الكمبيوتر في جامعة شنغهاي جياو تونغ .
في عام 1998، أصبح زميلًا باحثًا أول في المعهد الدولي لتكنولوجيا البرمجيات ، في جامعة الأمم المتحدة، ومقره ماكاو. عاد إلى شنغهاي في 2005.
تشمل الاهتمامات البحثية لهي جيفنغ طرقًا سليمة لمواصفات أنظمة الكمبيوتر، والاتصالات، والتطبيق والمعايير، وتقنيات تصميم وتنفيذ تلك المواصفات في البرامج و / أو الأجهزة ذات الموثوقية العالية.
في عام 2005، انتخب عضوا في الأكاديمية الصينية للعلوم. في عام 2013، تم الاحتفال بعيد ميلاده السبعين في جامعة شرق الصين للمعلمين مع مهرجان دولي لمدة ثلاثة أيام بالاشتراك مع المؤتمر الدولي للجوانب النظرية للحوسبة( ICTAC ).  

## كتب
كتب هي جيفنغ عددًا من كتب علوم الكمبيوتر، بما في ذلك: 
- هي جيفنغ ، تصحيح الأنظمة: نمذجة لغات الاتصال وتصميم المجمعين المحسنين . سلسلة McGraw-Hill International في البرمجيات ، 1995.(ردمك 978-0-07-709052-4) .
- هي جيفنغ وتوني هور ، النظريات الموحدة للبرمجة . سلسلة برنتيس هول الدولية في علوم الكمبيوتر ، 1998.(ردمك 978-0-13-458761-5)رقم ISBN 978-0-13-458761-5 .
- زايمينغ ليو وهي جيفنغ ، الأطر الرياضية لبرامج المكونات: نماذج للتحليل والتوليف . الشركة العلمية العالمية للنشر ، سلسلة تطوير البرمجيات القائمة على المكونات ، 2007.(ردمك 978-981-270-017-9)رقم ISBN 978-981-270-017-9 .